# Скифская мифология
Ски́фская мифоло́гия — совокупность мифологических воззрений скифов, ираноязычного народа, в I тысячелетии до н. э. населявшего Северное Причерноморье.

## Общая характеристика
В нашем распоряжении довольно мало сведений о скифской мифологии, а те, что есть, зачастую неясны или отрывочны (сообщения античных авторов, иконографические источники). На этом основании часть исследователей считает скифскую мифологию неразвитой (М. И. Артамонов, Л. А. Ельницкий), а другая часть видит в ней стройную и развитую систему (В. И. Абаев, Ж. Дюмезиль). Как бы то ни было, характер источников позволяет реконструировать лишь упрощённую и статичную картину. Скифская мифология обладает рядом черт, роднящих её с мифологией древнеиранских и индоиранских (арийских) народов. Видимо, формирование скифской мифологии завершилось в начале I тысячелетия до н. э., в ходе консолидации этнических групп, пришедших в Северное Причерноморье с востока, с местным населением — киммерийцами, которые, вероятно, были также ираноязычными.

## Пантеон
Сведения о пантеоне скифов основываются главным образом на следующем сообщении Геродота:

Из божеств чтут скифы только следующих: Гестию выше всех прочих божеств, потом Зевса и Землю (причем Землю представляют себе супругой Зевса), далее — Аполлона, Афродиту Уранию, Геракла и Ареса. Эти божества почитаются у всех скифов, а так называемые царские скифы приносят жертвы ещё и Посейдону. По-скифски Гестия называется Табити (Ταβιτί), Зевс — Папаем (Παπατος), последнее, по моему мнению, совершенно правильно; Земля называется Апи (΄Απί), Аполлон — Гойтосиром (Γοιτόσυρος, вариант Οιτόσυρος). Афродита Урания — Артимпасой (΄Αρτίμπασα), Посейдон — Фагимасадой (Θαγιμασάδας).— Геродот. «История». IV, 59.
Проведённые Геродотом параллели с греческой мифологической системой позволяют судить о функциях скифских божеств, однако полного типологического сходства между скифскими и греческими богами быть не может. Данные Геродота о структуре пантеона считаются весьма надёжными. Наличие семичленного пантеона у скифов подтверждается также аланским названием Феодосии — Ардавда, то есть «Семибожий». Традиция культа «Семи богов» продолжилась и позднее, у осетин.
Исходя из данного сообщения Геродота, можно говорить о следующих богах скифского пантеона:
- Табити —  Веста [2], богиня домашнего очага, возможно — огня во всех его проявлениях (Д. С. Раевский[3] сравнивает её имя с ведийским понятием тапас — «космический жар»). Была связана с сакральным институтом царской власти.
- Папайос — Зевс [2], бог-отец, связан с небом.
- Апия — Земля [2], богиня-мать, связана с землёй и водой.
- Гойтосир, Ойтосир —  Аполлон [2], бог с неясными функциями, возможно, связан со светом. По мнению В. И. Абаева, соответствует иранскому Вайу (и ведийскому Ваю)[1].
- Артимпаса — Афродита [2], богиня с неясными функциями. Вероятно, богиня плодородия и покровительница брачующихся. Сравнивается с чтимой иранской богиней Арти.
- Фагимасадаc, Тамимасадас — Посейдон [2],  бог с неясными функциями, возможно, бог моря и вод, почитался царскими скифами.

Иранские имена двух богов Геродот не называет:
- «Геракл» — вероятно, имеется в виду Таргитай, прародитель скифов, культурный герой.
- «Арес» — бог войны, культ которого был распространён у скифов и сарматов. Почитался в виде меча.

Кроме того, судя по источникам, скифы почитали следующих богов:
- Маспалла — богиня луны.
- Якши — мифические существа (ср. с якшами в индуизме), выделяются, исходя из скифского названия солёного источника близ Гипаниса (Южного Буга) — *Yakšām-pāyah букв. «священные пути», «пути якшей»[4]. Вероятно, как и в индуизме, якши скифов — это природные духи, духи вод.

## Жречество и гадания
Разные исследователи по-разному высказываются о развитости и влиятельности у скифов жреческого сословия. Источники упоминают, как правило, скифских гадателей. Геродот о них пишет:

У скифов есть много гадателей, которые гадают при помощи множества ивовых прутьев следующим образом: принесши большие связки прутьев и положив их на землю, они раскладывают их порознь и затем, перекладывая прутья по одному, гадают; произнося предсказания, они вместе с тем снова собирают прутья и раскладывают их поодиночке. Таков у них исконный способ гадания.
Особенно у скифов выделяется профессиональная жреческая корпорация энареев, женоподобных гадателей, связанных с культом Артимпасы. Они носили женское платье, перенимали женские привычки и даже говорили, как женщины. Слово энарей происходит от иранск. a-narya «не мужественный». Энареи являлись гадателями: как пишет Геродот, «искусство гадания даровано им Афродитою; они гадают при помощи липовой коры: гадатель разрезает её на три полоски, затем, переплетая их между пальцами и расплетая, произносит предсказание». Корпорация энареев имела наследственный характер и составлялась выходцами из аристократии. Энареи пользовались значительным влиянием в скифском обществе.
Псевдо-Гиппократ так описывает энареев:

Среди скифов есть люди, которые появляются на свет из затылка, они делают все женские работы, их называют «энареи», или женоподобные. Их соплеменники считают, что эта патология у них по воле богов; они почитают тех, кого поразил этот недуг, для того чтобы их самих он миновал. Что касается меня, то я придерживаюсь мнения, что эта болезнь не более чем то, что ниспослано нам богами, поскольку я считаю, что все имеет причину, без которой ничто не может произойти.
[Энареи —] скифские богачи, не люди самого низкого происхождения, а, напротив, самые благородные и пользующиеся наибольшим могуществом.
— Псевдо-Гиппократ. О воздушных пространствах, водах и местностях.